# Пъстрогор
Пъстрогор е село в област Хасково, намиращо се в югоизточна България, което е част от община Свиленград.

## География
Село Пъстрогор е с равнинно-хълмист релеф, на метри от къщите на селото тече местна малка река, а извън селото се намира и новопостроен язовир. Селото е на десетина километра от Свиленград. Около Пъстрогор има плодородни почви, на които се отглеждат разнообразни култури.

## История
В книгата „РАЗОРЕНИЕТО НА ТРАКИЙСКИТѢ БЪЛГАРИ ПРѢЗЪ 1913 ГОДИНА“ академик Любомир Милетич посочва, че до 1913 г, в селото живеят 100 семейства. В проучването на „Българските християнски селища в Източна Тракия“ на Димитър Шалапатов, населението на селото през 1913 г. е отбелязано със 100 къщи българи екзархисти. През юли 1913 г. Османската империя извършва реокупацията на Тракия в нарушение на Лондонския мирен договор от 17 май 1913 г. Във всяко селище, което завземали, за да избегнат въоръжена съпротива, турските власти събирали оръжието, наличните храни и добитъка, мъжкото българско население избивали, а жените и децата отвличали към Мала Азия или прогонвали от родните им места. Заедно с Мустафа паша са изгорени още селата Аладагъ, Ения, Мезекъ, Куртуленъ, Деведере, Черменъ, Караагачъ от армията на Османската империя през лятото на 1913 г. Селото остава на българска територия и съгласно последвалите договори. Жители на Пъстрогор взимат участие в Балканската, Първата и Втората световна война, някои от тях не се връщат никога.

## Религии
В Пъстрогор над 99% от жителите са православни християни.

## Културни и природни забележителности
През селото минава рекичка, пълна с риба „мряна“.

## Личности
- Костадин Вълков (1881 – ?), деец на ВМОРО, участник в Илинденско-Преображенското въстание в 1903 година с четата на Димитър Ташев[3]
- Теню Колев, деец на ВМОРО
- От село Пъстрогор е европейският шампион по борба – Петър Христов.

## Други

### Бежански център
През 2011 г. в селото е изграден транзитен център за бежанци според изискванията на ЕС. За довършването му правителството отделя 450 хил. лв.
През 2017 г. транзитният център е преустроен в бежански център от затворен тип, ставайки първият такъв в България. Изграждането му струва близо 2 млн. лева и е финансиран с европейски средства. В него ще бъдат настанявани само извършилите нарушение на вътрешния ред.

### Кухня
- „Тавалък“ (бял ориз с пилешко или пуешко).